# هراس شبانه
هراس شبانه از اختلالات خواب است که در دانش روان‌شناسی خواب مورد بررسی و مطالعه قرار می‌گیرد. شخص مبتلا به هراس شبانه، با ترس شدید از خواب برمی‌خیزد در حالی که هنوز خواب است. این حالت نوعی از خواب تجزیه ای است. هراس شبانه بیش‌تر در بین کودکان و به ویژه پسران بین دو تا شش سال رایج است. در بین بزرگسالان، زنان بیش‌تر مبتلا به هراس شبانه هستند. هراس شبانه معمولاً به عنوان علامتی شدیدتر از کابوس تلقی می‌گردد.
در این اختلال کودک با گریه و بی‌قراری از خواب ناگهان برمی‌خیزد و در حالی که به‌شدت عرق کرده ناآرام است و جملاتی نامفهوم می‌گوید گاهی شروع به حرکت می‌کند و در حالی که ظاهراً چشمانش باز است اما کماکان در خواب است

### آنچه باعث هراس شبانه میشود
هراس شبانه ناشی  از برانگیختی مفرط سیستم عصبی مرکزی در طول خواب است. خواب مراحل مختلفی دارد. خواب یا رؤیا دیدن در مرحله حرکت سریع چشم (REM) اتفاق میافتد. هراس شبانه طی فاز عمیق مرحله حرکت غیر سریع چشم (non-REM) اتفاق میافتد. از نظر فنی هراس شبانه یک رؤیا نیست اما بیشتر شبیه واکنش ترس ناگهانی است که طی تغییر فازهای خواب (انتقال از یک فاز به فاز دیگر) اتفاق میافتد.
شب هراسی معمولاً حدود 2 تا 3 ساعت بعد از به خواب رفتن بچه اتفاق میافتد یعنی زمانی که عمیق‌ترین مرحله خواب غیر رم به مرحله سبکتر خواب رم تغییر میکند. معمولاً این انتقال به‌آرامی صورت میگیرد اما گاهی بچه میترسد یا آشفته میشود و آن واکنش ترس یک هراس شبانه است.

### نشانه‌ها و علائم هراس شبانه
کودک در طول شب هراسی ممکن است:
- به‌طور ناگهانی از خواب بپرد
- با آشفتگی فریاد بزند یا جیغ بکشد
- تند تند نفس بکشد و تپش قلب داشته باشد
- عرق بکند
- دست و پا بزند
- با ترس و ناراحتی عمل کند

بعد از چند دقیقه یا گاهی بیشتر، کودک به‌سادگی آرام شده و به خواب برمیگردد. بچه برخلاف کابوس، که اغلب آن را به خاطر میآورد، هیچ‌گونه خاطرهای از هراس شبانه شب قبل به خاطر نمیآورد زیرا هنگام وقوع آن در خواب عمیقی بوده است و هیچگونه تصویر ذهنی از آن ندارد.
این بیماری سامنیفوبیا نام دارد